# Barbacenia vandellii
Barbacenia vandellii là một loài thực vật có hoa trong họ Velloziaceae. Loài này được Pohl ex Seub. miêu tả khoa học đầu tiên năm 1847.